# 1964 في اليابان
فيما يلي قوائم الأحداث التي وقعت خلال عام 1964 في اليابان.

## أحداث
- 1 يناير – الألعاب البارالمبية الصيفية 1964
- 10 أكتوبر – الألعاب الأولمبية الصيفية 1964

## سياسة

### تعيين في المنصب
- 9 نوفمبر – إيساكو ساتو رئيس وزراء اليابان.

### انتهاء فترة المنصب
- 9 نوفمبر – هاياتو إيكيدا رئيس وزراء اليابان.

## أفلام
من الأفلام التي صدرت هذه السنة في اليابان:
- 1 يناير – كوايدان من إخراج ماساكي كوباياشي.

## برامج ومسلسلات وأنمي
- رعد العملاق

## كتب
من الكتب التي صدرت هذه السنة في اليابان:
- 1 يناير – جمال وحزن من تأليف ياسوناري كواباتا.
- 1 يناير – ذراع واحدة من تأليف ياسوناري كواباتا.
- 1 يوليو – أشهر 100 جبل في اليابان من تأليف Kyūya Fukada [الإنجليزية]‏.

## مواليد

### يناير
- 5 يناير – يوشينوري سنبيشي لاعب كرة قدم ياباني.
- 10 يناير – أكيفومي تادا ملحن ياباني.

### فبراير
- 20 فبراير – يوشيكادز كتو لاعب كرة قدم ياباني.
- 21 فبراير – ساتوشي شينجاكي ملاكم ياباني.
- 24 فبراير – تاكاشي ناغاساكو مؤدّي صوت ياباني.
- 26 فبراير – ناوتو أوشيما
- 27 فبراير – نوريهيتو سوميتومو

### مارس
- 8 مارس – هيروشي تسوبورايا ممثل ياباني.
- 8 مارس – ياسوهارو سوريماتشي لاعبو كرة قدم يابانيون.
- 14 مارس – كوجي إينادا فنان ياباني.
- 16 مارس – يوكو كانو
- 18 مارس – ميكا كاناي
- 30 مارس – ميسا واتانابي مؤدّية صوت يابانية.

### أبريل
- 2 أبريل – هيروفومي زاما لاعب كرة قدم ياباني.
- 4 أبريل – ساتوشي فوروكاوا
- 9 أبريل – أكيهيرو ناجاشيما لاعب كرة قدم ياباني.
- 9 أبريل – سوسومو أإيهمورا لاعب كرة قدم ياباني.
- 13 أبريل – ياسوهارو تاكاناشي
- 14 أبريل – تاكومي يامازاكي
- 17 أبريل – ناوكي كوسونوسي لاعب كرة قدم ياباني.
- 28 أبريل – نوريوكي إيواداري ملحن ياباني.

### مايو
- 1 مايو – هيساتاكا فوجكاوا لاعب كرة قدم ياباني.
- 5 مايو – مينامي تاكاياما
- 18 مايو – ساتورو موتشيزوكي لاعب كرة قدم ياباني.
- 18 مايو – كين ناريتا
- 25 مايو – تاكاو أويشي لاعب كرة قدم ياباني.
- 31 مايو – يوكيو إيدانو سياسي ياباني.

### يونيو
- 1 يونيو – هيتوشي توميشيما لاعب كرة قدم ياباني.
- 12 يونيو – تاكاشي يامازاكي مخرج أفلام ياباني.
- 21 يونيو – كيوشي أوكوما لاعب كرة قدم ياباني.
- 22 يونيو – هيروشي آبي
- 23 يونيو – كينجي هوننامي لاعب كرة قدم ياباني.
- 26 يونيو – هيرويوكي موريتا
- 28 يونيو – ميتسواكي مادونو

### يوليو
- 1 يوليو – تشي ساتو مؤدّية صوت يابانية.
- 3 يوليو – توشيهارو ساكوراي مؤدّي صوت ياباني.
- 15 يوليو – تيتسوجي هاشيراتاني لاعبو كرة قدم يابانيون.
- 15 يوليو – كنجي كوماتا لاعب كرة قدم ياباني.
- 21 يوليو – أكيرا ياسودا
- 22 يوليو – ريوجي إيشيدزوإيه لاعب كرة قدم ياباني.
- 24 يوليو – بنانا يوشيموتو كاتبة يابانية.
- 27 يوليو – يوشييوكي كاتو لاعب كرة قدم ياباني.

### سبتمبر
- 10 سبتمبر – موساشي ميزوشيما لاعب كرة قدم ياباني.
- 24 سبتمبر – أوسامو تانيناكا لاعب كرة قدم ياباني.
- 25 سبتمبر – كيكوكو إينوي
- 30 سبتمبر – ماسانوري هيجاشيكاوا لاعب كرة قدم ياباني.

### أكتوبر
- 3 أكتوبر – ريكو سانجو
- 5 أكتوبر – كيجي فوجيوارا
- 11 أكتوبر – هيروهيكو كاكيغاوا
- 13 أكتوبر – ماسايا أونوساكا مؤدّي صوت ياباني.

### نوفمبر
- 4 نوفمبر – يوكو ميزوتاني
- 22 نوفمبر – ماساهيرو شيميزو متسابق دراجات نارية ياباني.
- 28 نوفمبر – ناأوتو هوري لاعب كرة قدم ياباني.
- 30 نوفمبر – جوشن ثوندر ليغر مصارع محترف ياباني.

### ديسمبر
- 13 ديسمبر – هيسانوري شيراساوا لاعب كرة قدم ياباني.
- 16 ديسمبر – أكيهيسأ سونوبي لاعب كرة قدم ياباني.
- 25 ديسمبر – مانامي ماتسوماي